# Acis (genre)
Pour les articles homonymes, voir Acis (homonymie).
Genre
Classification APG III (2009)
Acis est un genre de plantes herbacées qui regroupe certaines nivéoles. Il appartient à la famille des Liliaceae selon la classification classique. La classification phylogénétique le place dans la famille des Amaryllidaceae (ou optionnellement dans celle des  Alliaceae).
Il existe onze espèces de nivéoles. À l’aide du cladisme et du séquençage de l'ADN, il a été montré que les espèces Leucojum vernum et Leucojum aestivum, du genre Leucojum, étaient plus étroitement apparentées au genre Galanthus. Les neuf autres espèces, plus éloignées génétiquement, ont dès lors été placées dans le genre Acis, un genre qui avait été proposé dès 1807, mais n'avait pas été retenu à l'époque.

## Liste d'espèces
Selon World Checklist of Selected Plant Families (WCSP) (6 Aug 2010) :
- Acis autumnalis (L.) Sweet (1829)
- Acis fabrei (Quézel & Girerd) Lledó, A.P.Davis & M.B.Crespo (2004)
- Acis ionica Bareka, Kamari & Phitos (2006)
- Acis longifolia J.Gay ex M.Roem. (1847)
- Acis nicaeensis (Ardoino) Lledó, A.P.Davis & M.B.Crespo (2004)
- Acis rosea (F.Martin bis) Sweet (1829)
- Acis tingitana (Baker) Lledó, A.P.Davis & M.B.Crespo (2004)
- Acis trichophylla G.Don (1830)
- Acis valentina (Pau) Lledó, A.P.Davis & M.B.Crespo (2004)

Selon NCBI (6 Aug 2010) :
- Acis autumnalis
- Acis fabrei
- Acis longifolia
- Acis nicaeensis
- Acis rosea
- Acis tingitana
- Acis trichophylla
- Acis valentina

Le genre Acis comprend neuf espèces. Cinq fleurissent au printemps et quatre à l'arrière-saison.
Ces espèces, qui proviennent principalement de milieux arides, sont des endémiques, à répartition atlantique ou méditerranéenne souvent très limitée. Plusieurs jouissent pour cette raison d’une protection au niveau national ou international.

### Les espèces atlantiques
- La nivéole d'automne, Acis autumnalis (L.) Herb., originaire de la partie occidentale de la région méditerranéenne et du Portugal, a des fleurs blanches lavées de rose, qui apparaissent en petit nombre sur de fines tiges de 15 à 20 cm. Les feuilles filiformes et dressées, qui apparaissent en cours de floraison, persistent jusqu’à l’été suivant. La nivéole d'automne a une longue période de floraison : août à octobre. En Afrique du Nord, on rencontre les deux variétés suivantes : 
  - var. oporantha (Jord. et Fourr.) Lledó, A.P.Davis & M.B.Crespo, plus robuste à fleurs à tépales à trois dents
  - var. pulchella (Jord. et Fourr.) Lledó, A.P.Davis & M.B.Crespo, plus petite à fleurs blanches.
- La nivéole à feuilles capillaires, Acis trichophylla Sweet, pousse en Afrique du Nord et sur la péninsule Ibérique, où on la rencontre principalement dans les dunes. Cette nivéole printanière à feuilles filiformes a des fleurs variant du blanc au rose pourpré (f. purpurascens). Trois variétés sont rapportées:
  - var. trichophylla
  - var. broteroi (Jord. & Fourr.) Lledó, A.P.Davis & M.B.Crespo
  - var. micrantha (Gattef. & Maire) Lledó, A.P.Davis & M.B.Crespo
- La nivéole de Tanger, Acis tingitana (Baker) Lledó, A.P.Davis & M.B.Crespo, une nivéole printanière rare du Rif marocain, a de plus larges feuilles et des fleurs blanches en petite ombelle terminale sur une tige de 20 à 25 cm.

### Les espèces méditerranéennes
- La nivéole de Nice, Acis nicaeensis (Ardoino) Lledó, A.P.Davis & M.B.Crespo est une endémique de la Riviera française (Est de Nice jusqu'aux confins de la Riviera italienne), où trente-six populations sont actuellement recensées. On la rencontre jusqu’à 1000 m d’altitude. C’est une plante de petite taille, de 10 cm, à feuilles très étroites et rabattues, et à fleurs d’un blanc pur, solitaires, parfois par deux, qui s’épanouissent en mars-avril. La nivéole de Nice était jadis appelée Leucojum hiemale, nivéole d’hiver, alors qu’elle fleurit au printemps…
- La nivéole de Fabre, Acis fabrei (Quézel & Girerd) Lledó, A.P.Davis & M.B.Crespo, un taxon proche du précédent, découvert en 1880 par J.H. Fabre, n’a été formellement reconnue comme une nouvelle espèce qu’en 1990. Cette nivéole a des fleurs plus grandes que celle de Nice, toujours solitaires. On la trouve uniquement sur le flanc sud du Mont Ventoux, où quatre stations sont connues.
- La nivéole de Valence, Acis valentina (Pau) Lledó, A.P.Davis & M.B.Crespo se rencontre dans le sud-est de l’Espagne, dans la région de Valence. Cette nivéole, qui ressemble fort à celle de Nice, a, à l’arrière-saison, de plus grandes fleurs d’un blanc pur, portées par une tige plus robuste, de 20 à 30 cm, et des feuilles rabattues.
- Acis ionica Bareka, Kamari & Phitos : ce taxon très semblable à Acis valentina, qu'on rencontre le long de la côte adriatique de l’Albanie, autour de ville de Vlorë, et de la Grèce, a été initialement appelé par Gay Acis cephalonica. Il a été ensuite considéré comme une sous-espèce de Leucojum valentinum (subsp. vlorense Paparisto & Qosja). Il est, depuis 2006, considéré comme une espèce à part entière[3].
- La nivéole rose, Acis rosea (F.Martin) Sweet, une nivéole d’automne miniature, de 10 à 15 cm de hauteur, à fleurs solitaires à bandes de couleur rose bonbon, est originaire des zones de basse altitude de Corse et de Sardaigne. Elle fleurit également à l'arrière-saison.
- La nivéole à longues feuilles, Acis longifolia J.Gay ex M.Roemer, est une endémique rare du Nord de la Corse, dans la presqu’île de Scandola, qui ressemble à la nivéole à feuilles capillaires. Cette espèce printanière a des feuilles filiformes et des fleurs blanches.

## Photos d'autres espèces

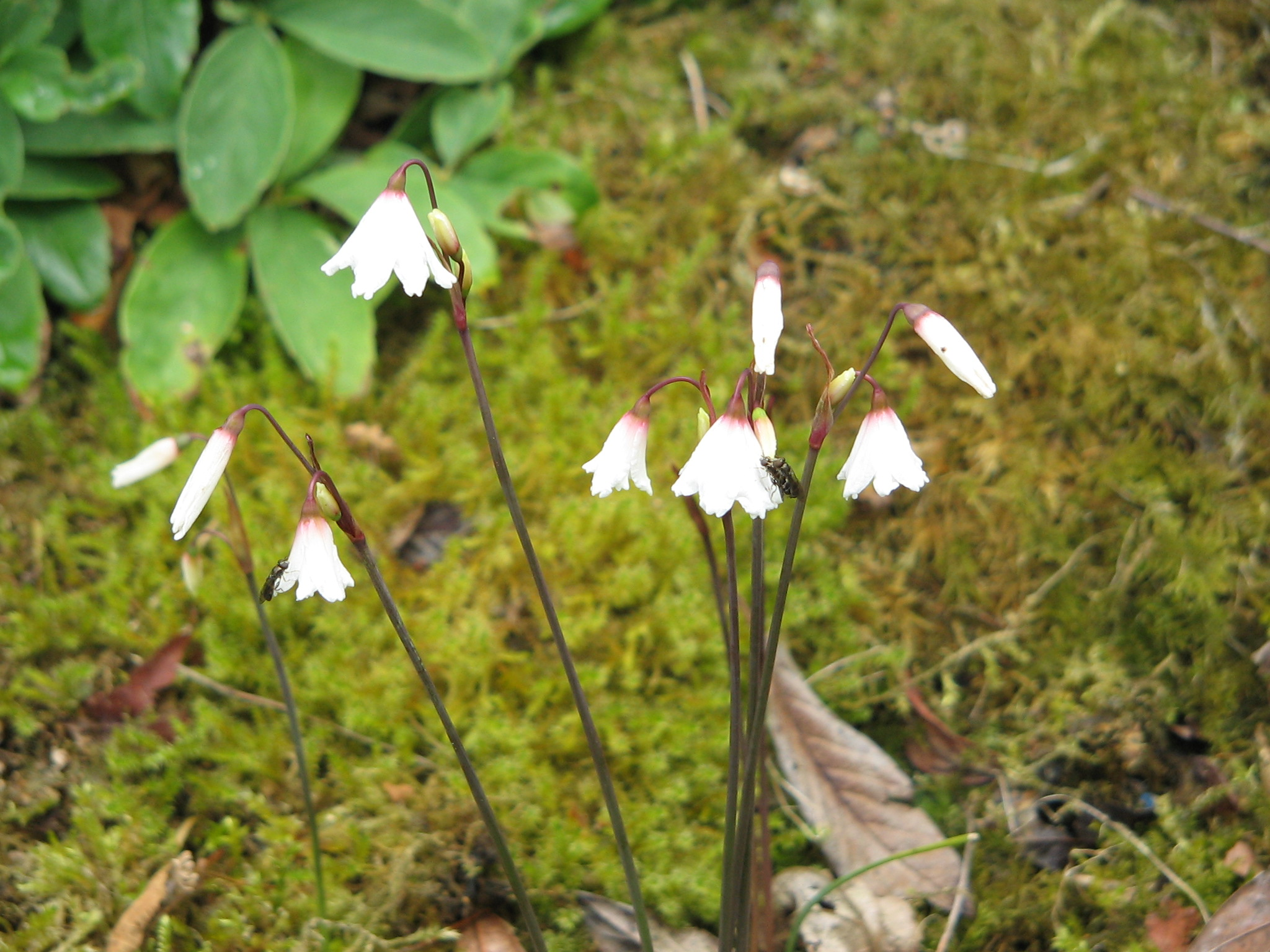
Acis autumnalis.
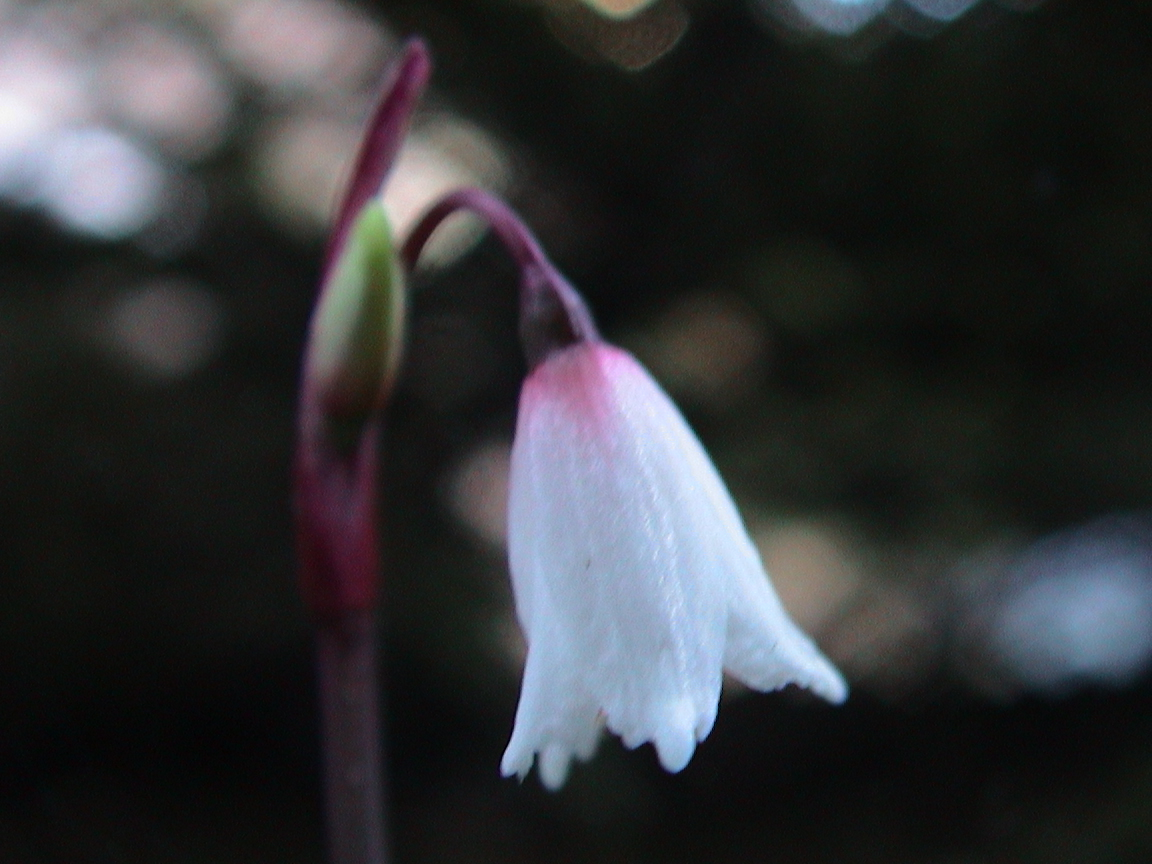
Fleur d'Acis autumnalis.
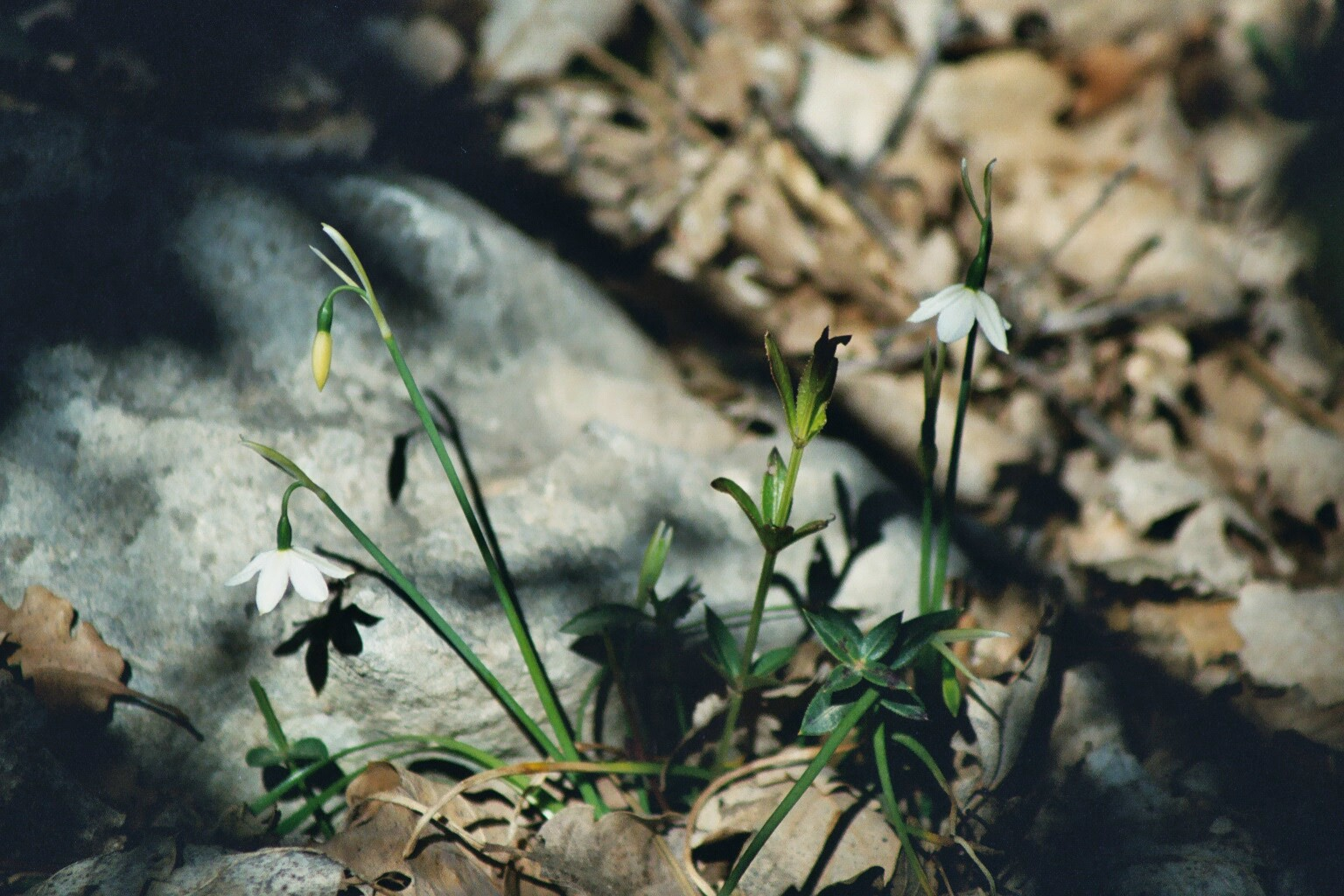
Acis fabrei.
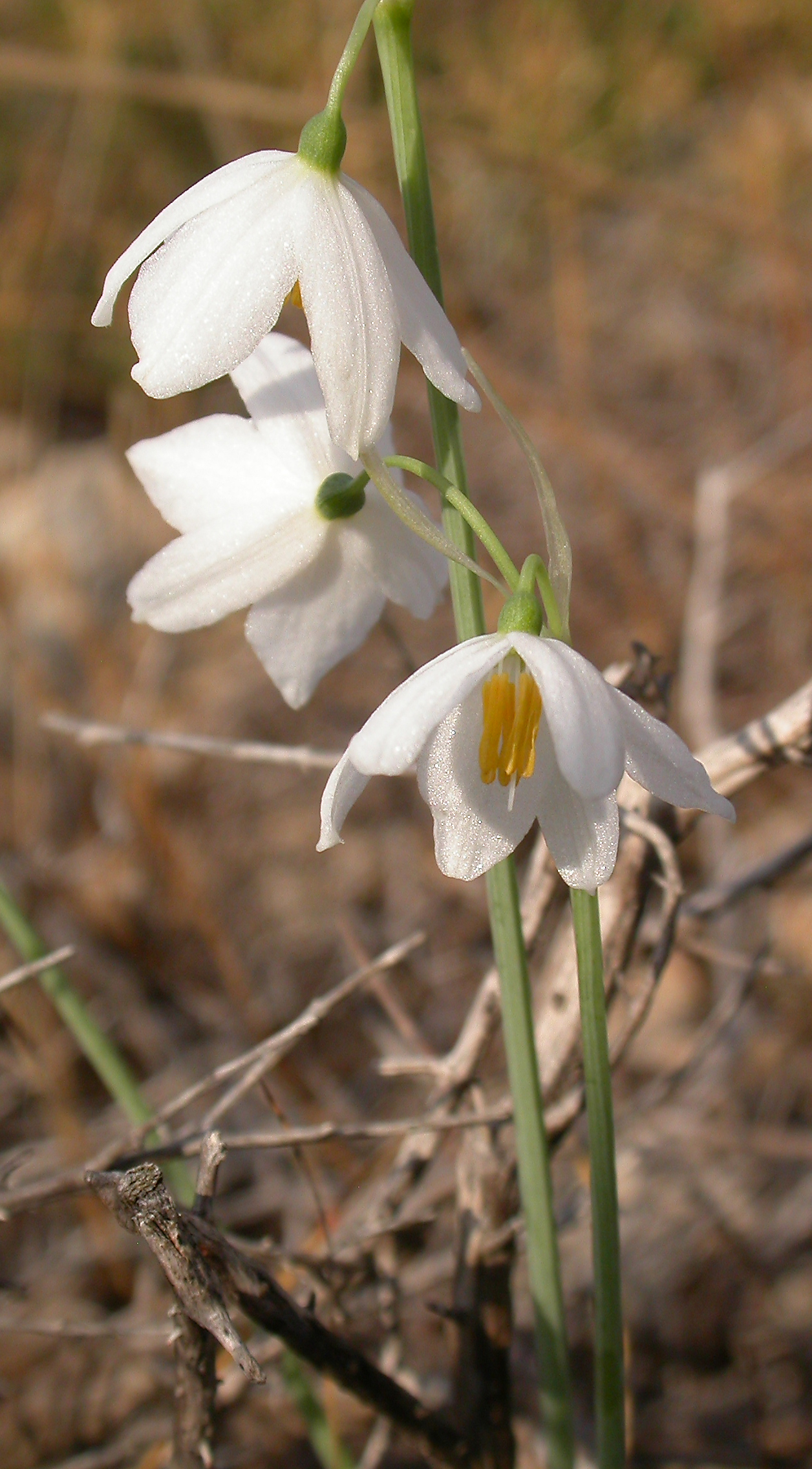
Acis ionica.
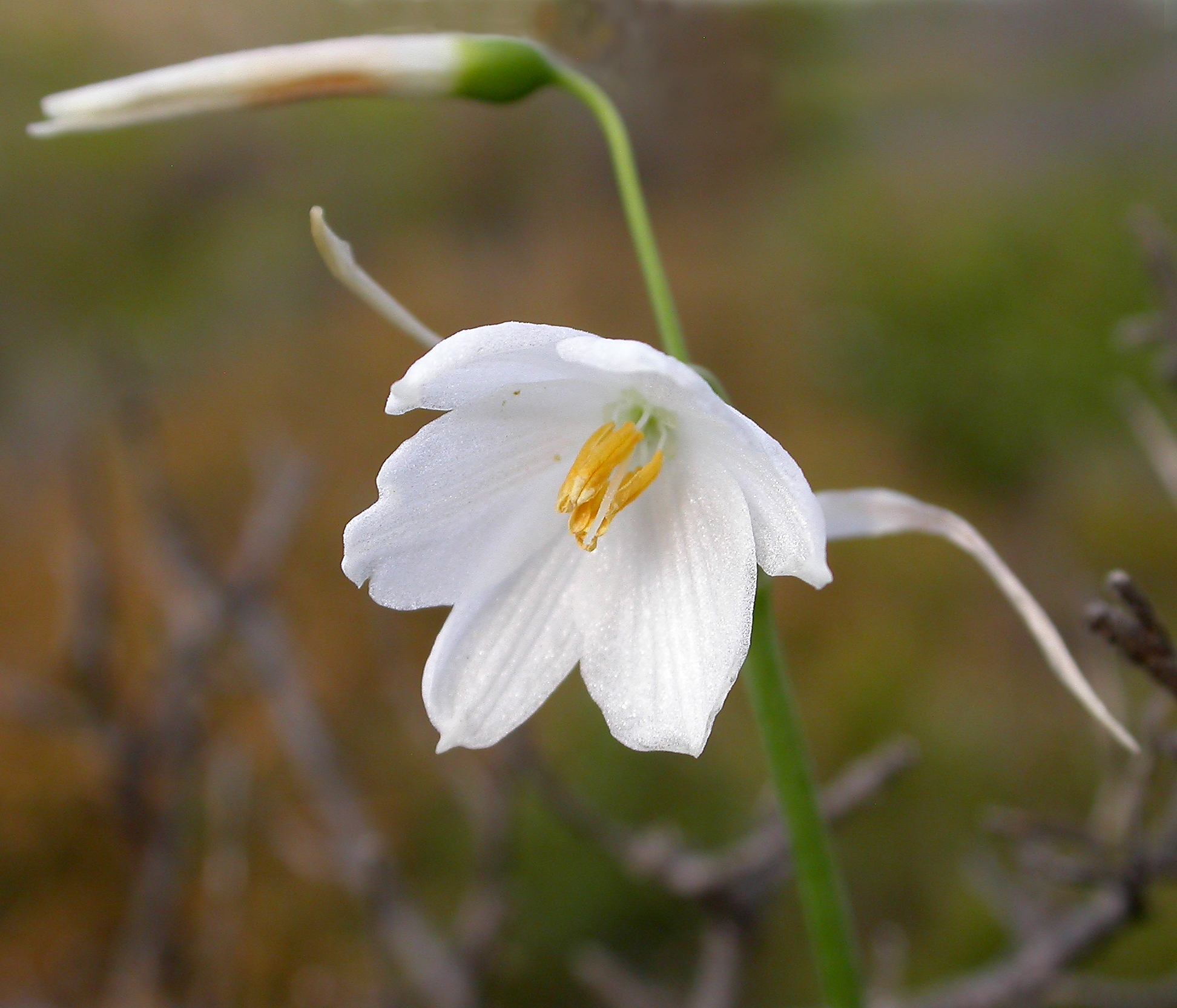
Fleur d'Acis ionica.
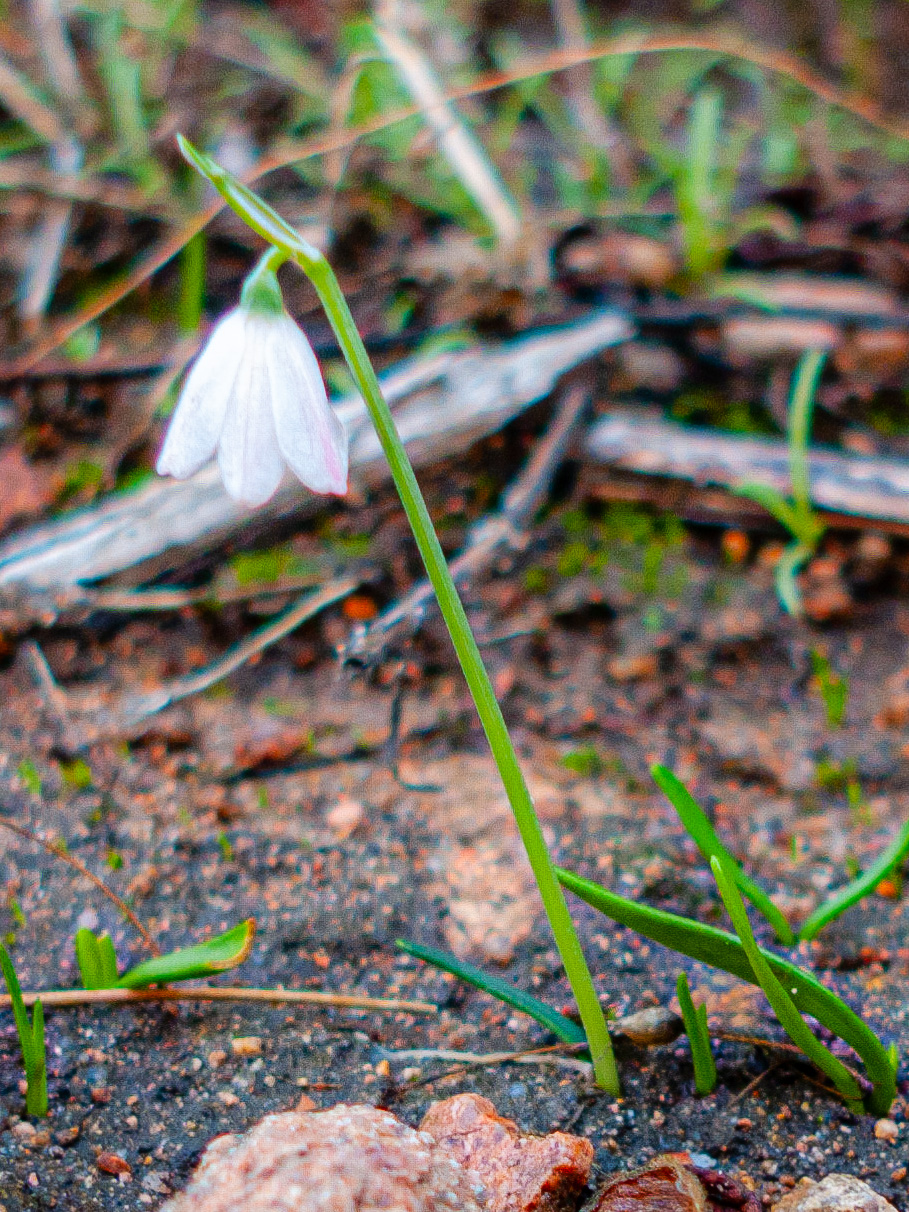
Acis rosea.
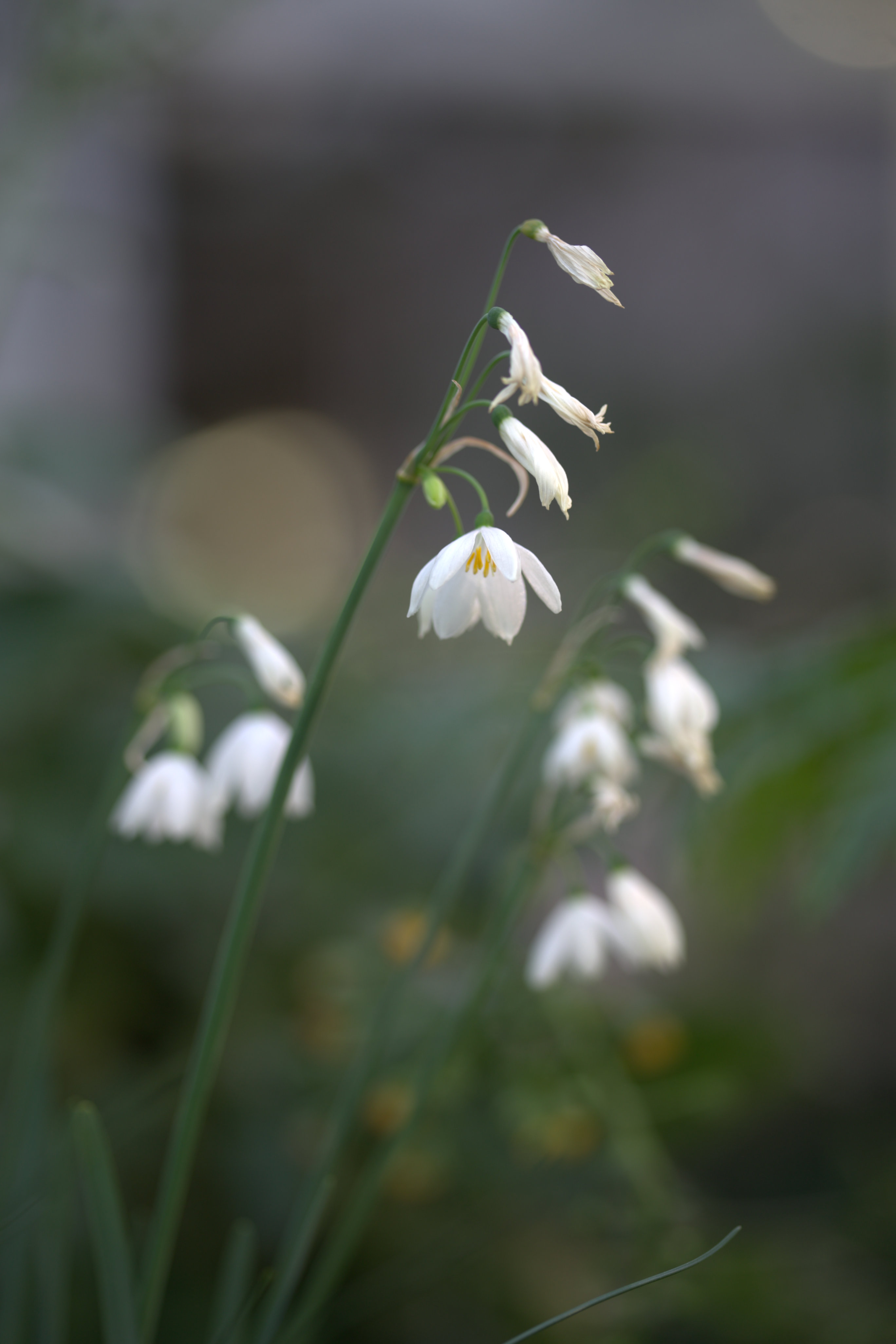
Acis tingitana.
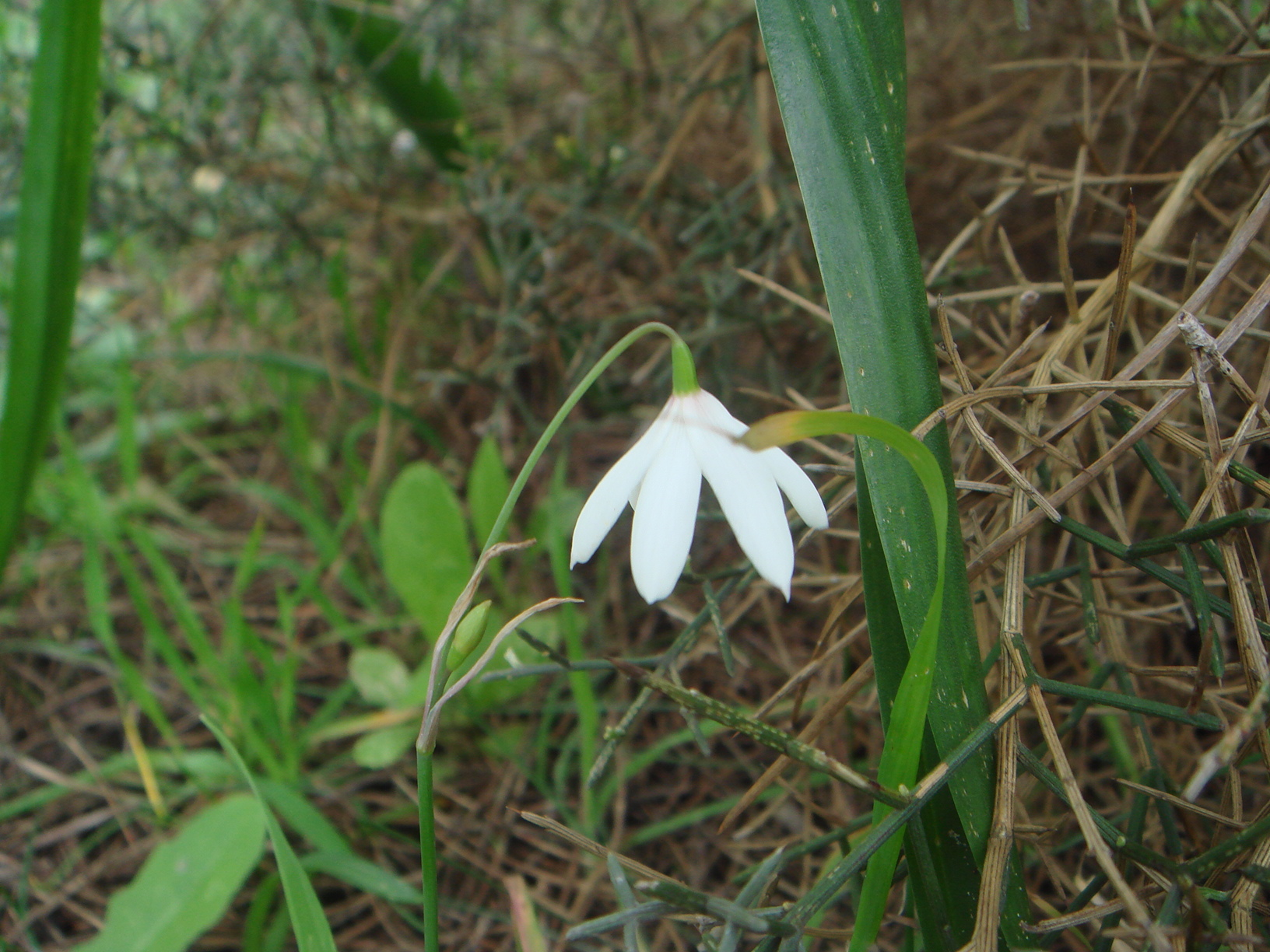
Acis trichophylla.
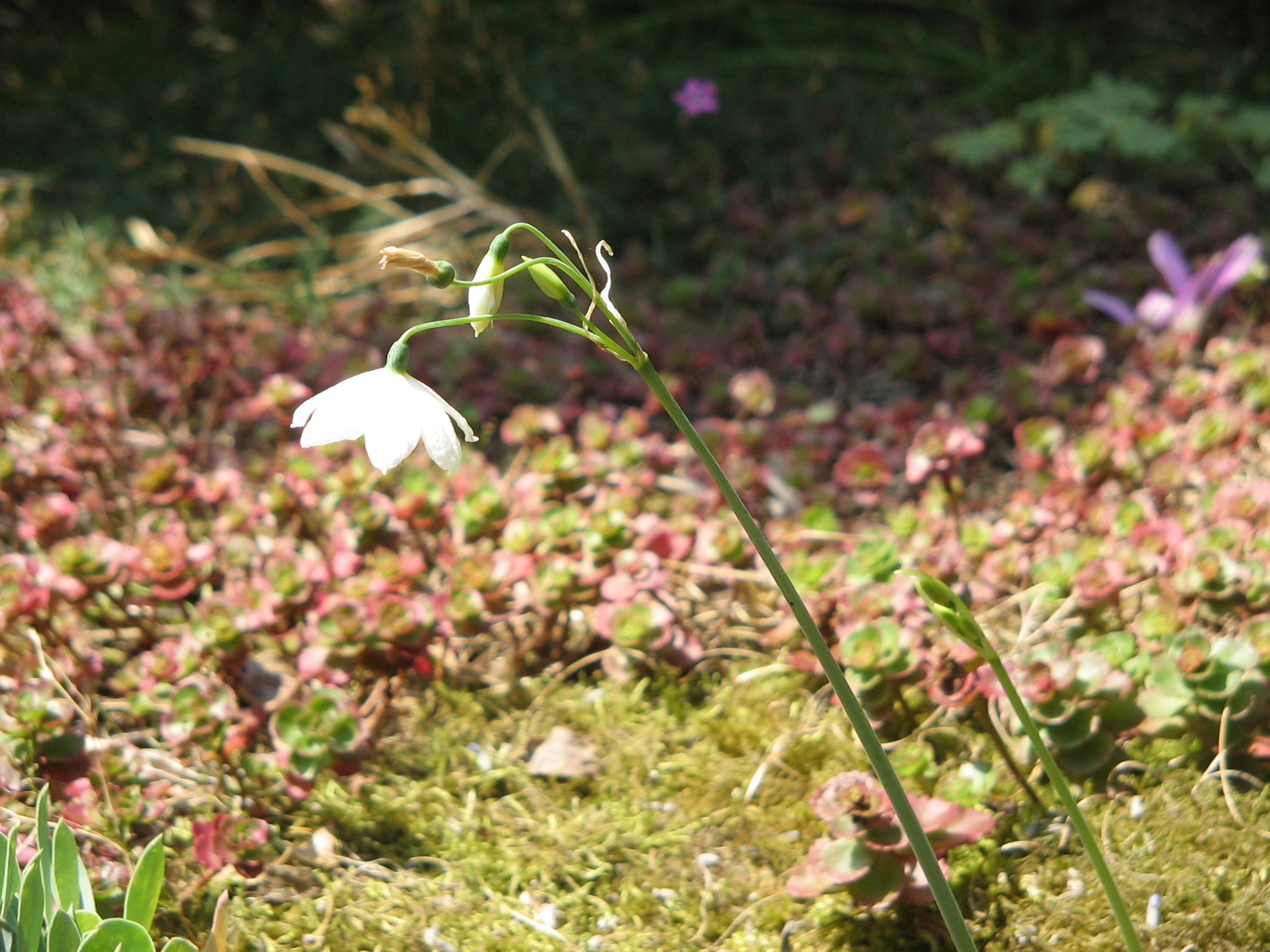
Acis valentina.
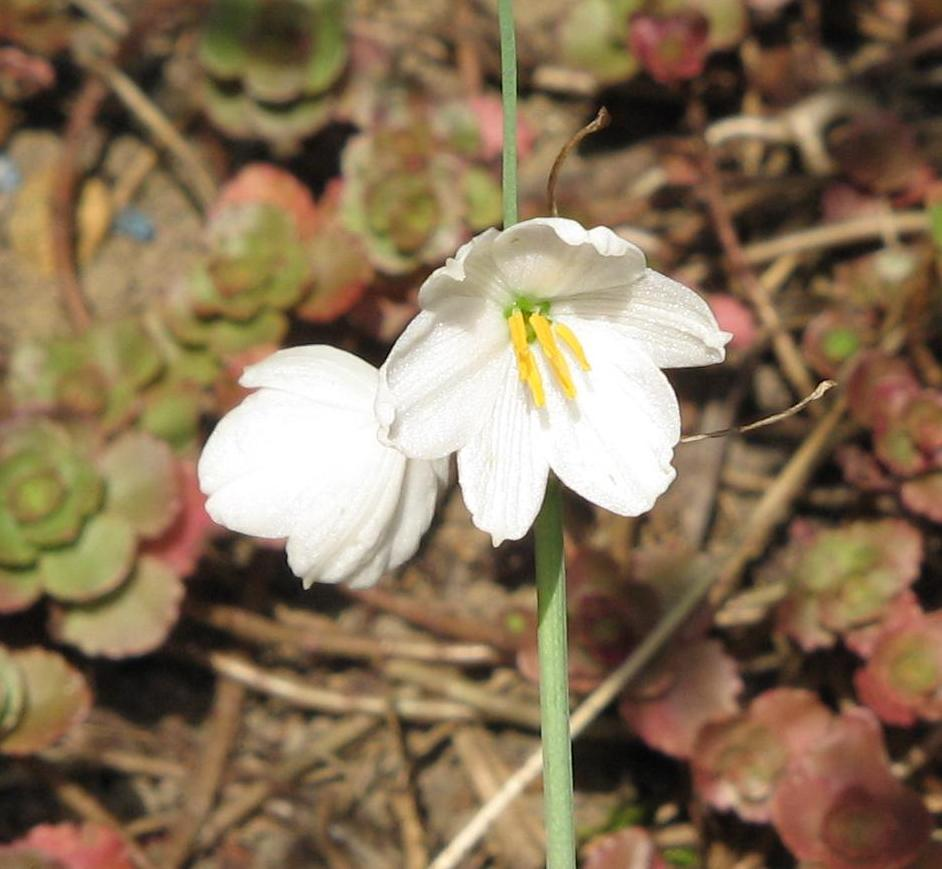
Fleurs d'Acis valentina.

## Culture
- Acis nicaeensis et Acis autumnalis, moyennement rustiques, requièrent pour prospérer un emplacement chaud et abrité dans la rocaille. Leurs feuilles, présentes presque toute l’année, peuvent souffrir du gel intense.
- Acis valentina, moins rustique, doit être plantée dans un endroit abrité et très ensoleillé.
- Acis longifolia, Acis trichophylla et Acis tingitana, peu rustiques, doivent, sauf dans des régions au climat doux comme le sud de l’Angleterre ou l'ouest de la France, être cultivées en serre froide.
- Acis rosea, une espèce délicate destinée aux amateurs avertis, est cultivée de préférence en serre froide.
- Acis fabrei n’est pas (encore) en culture.

On peut se procurer la plupart de ces espèces chez des producteurs spécialisés, comme De Bolle-Jist aux Pays-Bas ou Paul Christian au pays de Galles.

## Sources
- John E Bryan, Bulbs (revised edition), Timber press, 2002 –  (ISBN 978-0-88192-529-6)
- Katia Diadema, Frédéric Médail, Laurence Affre, Hervé Castagné, Franck Torre & François Bretagnolle, Écologie, distribution et morphologie comparées des nivéoles de Nice (Acis nicaeensis) et de Fabre (Acis fabrei), Alliaceae endémiques des Alpes maritimes et de la Nesque (Vaucluse), Acta Bot. Gallica, 154 (4), 619-634, 2007.
- Dolores Lledo, Aaron Davis, Manuel Crespo, Mark Chase, Michael Fay, Phylogenetic analysis of Leucojum and Galanthus (Amaryllidaceae) based on plastid matK and nuclear ribosomal spacer (ITS) DNA sequences and morphology, Plant Syst. Evol, 246(3-4): 223-243.
- Réginald Hulhoven, Des Cousines des Perce-neige – Les Nivéoles, Les Jardins d'Eden, 21: 130-133, 2005